# Sommer-Paralympics 2016/Teilnehmer (Burundi)
| stlisierte Goldmedaille | stlisierte Silbermedaille | stlisierte Bronzemedaille |
| ----------------------- | ------------------------- | ------------------------- |
| —                       | —                         | —                         |

Burundi entsandt einen Athleten zu den Paralympischen Sommerspielen 2016 in Rio de Janeiro, den Leichtathleten Remy Nikobimeze. Dieser trat im 1500m-T46-Lauf an und belegte den achten Platz. Er konnte entsprechend keine Medaille gewinnen.

## Teilnehmer nach Sportart

### Leichtathletik
| Männer          |           |   |   |   |   |             |   |   |
| Remy Nikobimeze | 1500m T46 | - | - | - | - | 4:10,00 min | 8 | 8 |